# Pteroclidae
Gli Pteroclidi (pron. /pteˈrɔklidi/; Pteroclidae Bonaparte, 1831) costituiscono una famiglia di uccelli, unica famiglia appartenente all'ordine Pterocliformes, diffusa in Asia, in Africa e, più che altro accidentalmente, in Europa.

## Nome

### Etimologia
Pteroclidi è l'italianizzazione della denominazione scientifica Pteroclidae, termine del latino scientifico ottenuto dall'unione di quello che designa uno dei due generi subordinati, cioè Pterocles (da cui la voce dotta pteròcle per denotare il genere in italiano), con il tipico suffisso latino, ma di derivazione greca, previsto dalla relativa nomenclatura per la famiglia tassonomica di un animale, cioè -idae; nello specifico, la base pterocl-(es) deriva dall'assemblamento di due parole greche: πτερόν pterón (qui nella forma prefissale ptero-), ossia "ala", e κλείς kleís, ossia "chiavistello" (in riferimento alla forma delle ali e alla loro disposizione a riposo); oppure, secondo un'altra lettura della segmentazione, πτερόν e il suffissoide -κλῆς -klês, ossia "gloria, fama" (col significato complessivo di "nobile ala").

### Nomi comuni
Gli pteroclidi sono conosciuti comunemente, ma impropriamente, con alcuni nomi popolari, spesso designanti approssimativamente un genere o una specie in particolare ed estesi, successivamente, per comprendere l'intero ordine biologico sotto un unico termine ombrello. Relativamente a ciò, sono attestati nomi come ganga (dallo spagnolo ganga, con medesimo significato), indicante Pterocles orientalis; gràndule (o gràndula, di etimo incerto ma forse dalla stessa fonte del francese grandoul), indicante originariamente Pterocles alchata, ossia la grandule mediterranea; sirratte (dal verbo greco συρράπτω syrrháptō, cioè "cucire insieme"), usato specialmente in riferimento a Syrrhaptes paradoxus; infine, vi sono locuzioni generiche, probabilmente traduzioni del vocabolo inglese sandgrouse (o sandgrouses), come pernici del deserto (o delle sabbie) e quaglie del deserto, anche se, per la precisione, questi uccelli sono sistematicamente più affini ai Caradriformi che ai Galliformi, cui appartengono, giustappunto, pernici e quaglie.

#### L'enigmatico nomebargelach(e le sue varianti)
Esisteva anche un altro termine, di origine straniera e noto esclusivamente nella fase antica dell'italiano, che poteva arrivare ad indicare complessivamente gli pteroclidi: bargelach (con numerose varianti tràdite a seconda dei testimoni e delle traduzioni: bugherlac, barghelac, bargherlach, bagerlach ed altre ancora). Tale lemma, non adattato, viene riportato per la prima volta da Marco Polo nella narrazione contenuta al capitolo LXX del suo Milione, ove compare nella grafia <bugherlac> e si riferisce a un uccello la cui identificazione è alquanto controversa:
(Marco Polo, Il Milione)
Il resoconto poliano, oltre a questo passaggio, non fornisce ulteriori indizi, limitandosi ad aggiungere che il bargelach suole vivere e volare nell'immensa «pianura di Bangu» (vale a dire la valle del fiume chiamato oggi Barguzin, a est del lago Bajkal, difatti il nome viene tramandato anche come Bargu; non è da escludere che, usando questo coronimo autoctono, Polo volesse riferirsi per sineddoche all'intera Siberia). Vari sono i tentativi fatti per ricollegare una specie ornitica nota al bargelach, come quello di Henry Yule: l'orientalista scozzese, infatti, ritiene che si tratti quasi certamente del sirratte di Pallas, cioè di Syrrhaptes paradoxus, osservando, in aggiunta, che né il sirratte né tutte le altre specie del genere Pterocles hanno zampe «da pappagallo» e che questo particolare paragone potrebbe essere spiegato da una certa similitudine nell'andatura, più che da una correlazione nella morfologia in sé. C'è da sottolineare, inoltre, come vengano designate in turco moderno con un nome piuttosto simile, ossia boghurtlak (o baghurtlak), anche altre due specie di pteroclidi, la grandule mediterranea e la ganga, nessuna delle quali abitante nella regione corrispondente alla pianura di Bargu ma con un sicuro nesso etimologico con bargelach. Il collegamento effettuato da Yule è, ad ogni modo, ormai accettato come quello corretto.
Per quanto riguarda, infine, l'etimologia di bargelach, la spiegazione più convincente e condivisa prevede che tale parola sia di origine turcica (si pensi, a titolo di esempio, al termine turcomanno bağırlak o a quello uiguro baγitaq, col medesimo significato) e non influenzata, a differenza di certi prestiti del racconto poliano, dal mongolo medio, che al tempo del mercante veneziano costituiva una sorta di lingua franca all'interno dello sconfinato impero asiatico. Il lemma bargelach, così riportato anche nell'opera di Ramusio intitolata Delle navigationi et viaggi, è scomponibile in una base nominale baγïr "fegato, pancia" e in un suffisso nominale denominale -lak (suffisso antico turco formativo di nomi zoologici perlopiù aviari), che, agglutinato al lessema, fa assumere a questo il significato attualizzante-relazionale di "quello (caratterizzato dalla) pancia, che usa l'addome": tale accezione è spiegabile alla luce del comportamento del maschio pteroclide, che ha la singolare abitudine di immergersi in acqua per intridere le piume del prezioso liquido, usando quindi il piumaggio come una spugna, e portarlo successivamente ai suoi cuccioli nel nido.

## Descrizione
Si tratta di uccelli prevalentemente terricoli, ottimamente rivestiti e protetti dal piumaggio mimetico di colore generalmente marrone. Hanno la testa piccola e il collo abbastanza snello ma robusto, richiamando morfologicamente i colombi comuni, mentre il corpo, di forma squadrata, è muscoloso e compatto e i tarsi sono talvolta rivestiti di piume. Per quanto riguarda le zampe, anch'esse simili a quelle dei piccioni, queste si presentano alquanto corte, con i membri del genere Syrrhaptes che hanno piume che crescono sia sugli arti inferiori che sulle dita dei piedi e non sono muniti di dita posteriori, mentre i membri del genere Pterocles hanno zampe piumate solo nella parte anteriore, sono senza piume sulle dita dei piedi e sono dotati di dita posteriori semplici, appena accennate, e sollevate dal terreno quando il volatile si trova in posizione eretta. Le undici penne remiganti primarie che posseggono sono molto forti, inoltre le lunghe ali appuntite danno loro un volo veloce e preciso. I muscoli delle ali sono potenti e gli uccelli sono capaci di decolli rapidi e improvvisi e di resistere a voli lunghi e sostenuti. In alcune specie del genere Pterocles, le penne centrali della coda sono oblunghe ed affilate, terminando in lunghe punte.
Gli adulti presentano dimorfismo sessuale: i maschi sono leggermente più grandi e sono dotati di una livrea dai colori un po' più brillanti e vistosi rispetto alle femmine.

### Misure
Le dimensioni di uno pteroclide comune variano dai 24 ai 40 centimetri di lunghezza e dai 150 ai 500 grammi di peso, mentre l'altezza, poco diversa da specie a specie, si aggira tra i 15 e i 25 centimetri.

### Piumaggio
Come ricordato sopra, il piumaggio di questi uccelli ha un carattere marcatamente mimetico e, dal punto di vista cromatico, spazia generalmente nei toni del marrone sabbia, del grigio e del color cuoio (una specie di giallo sporco o marroncino), con frequenti motivi screziati e strisce, il che consente loro di confondersi nel paesaggio brullo, secco e polveroso. Sotto lo strato superficiale, gli pteroclidi posseggono una densa coltre di piumino e lanugine che li aiuta ad isolarsi termicamente e ad affrontare al meglio picchi di caldo e freddo. La particolarità più nota è propria delle piume del ventre, le quali, essendo straordinariamente capaci di assorbire l'acqua e di trattenerla, consentono agli adulti, specialmente ai maschi, di portare l'acqua ai pulcini che, bloccati nei nidi costruiti a terra, possono trovarsi a molte miglia di distanza dalle pozze d'acqua fondamentali per l'abbeveramento. Si è calcolato che ogni passaggio ha la capacità di portare dai 15 ai 20 millilitri d'acqua.

## Tassonomia
La famiglia comprende 16 specie raggruppate in 2 generi:
- Genere Syrrhaptes Illiger, 1811
  - Syrrhaptes tibetanus Gould, 1850 - sirratte del Tibet
  - Syrrhaptes paradoxus (Pallas, 1773) - sirratte di Pallas
- Genere Pterocles Temminck, 1815
  - Pterocles alchata (Linnaeus, 1766) - grandule mediterranea
  - Pterocles namaqua (J.F.Gmelin, 1789) - grandule del Namaqua
  - Pterocles exustus Temminck, 1825 - grandule panciacastana
  - Pterocles senegallus (Linnaeus, 1771) - grandule del Senegal
  - Pterocles orientalis (Linnaeus, 1758) - ganga
  - Pterocles gutturalis A.Smith, 1836 - grandule golagialla
  - Pterocles coronatus Lichtenstein, 1823 - grandule coronata
  - Pterocles decoratus Cabanis, 1868 - grandule faccianera
  - Pterocles personatus Gould, 1843 - grandule del Madagascar
  - Pterocles lichtensteinii Temminck, 1825 - grandule di Lichtenstein
  - Pterocles indicus  (J.F.Gmelin, 1789) - grandule pittata
  - Pterocles quadricinctus Temminck, 1815 - grandule quattrobande
  - Pterocles bicinctus Temminck, 1815 - grandule doppiabanda
  - Pterocles burchelli W.L.Sclater, 1922 - grandule di Burchell